# Divide and Conquer (Zvezdna vrata SG-1)
Divide and Conquer je naslov epizode znanstveno-fantastične serije Zvezdna vrata, v kateri začne major Graham med sestankom s predstavnikom Tok'ra streljati vsevprek. Nazadnje se ubije, štab zvezdnih vrat pa šokiran odkrije, da je bil Graham v resnici Zatarc in s tem žrtev Goa'uldove tehnologije za nadziranje misli. Po Anisinih besedah so žrtve nezavedno programirane za ubijanje, samega procesa programiranja pa se sploh ne spominjajo. To pomeni, da je lahko vsak, ki je bil v stiku z Goa'uldi, postal Zatarc, a se tega sploh ne zaveda. V nadaljevanju epizode pripadniki SG-1 med seboj iščejo morebitne Zatarce.